# José de Calasanz Félix Santiago Vives y Tutó
José de Calasanz Félix Santiago Vives y Tutó O.F.M.Cap., španski rimskokatoliški duhovnik in kardinal, * 15. februar 1854, San Andrés de Llevaneras, † 7. september 1913.

## Življenjepis
12. julija 1870 je podal zaobljube pri kapucinih in 26. maja 1877 je prejel duhovniško posvečenje.
18. junija 1899 je bil povzdignjen v kardinala in imenovan za kardinal-diakona S. Adriano al Foro.
26. oktobra 1908 je postal prefekt Kongregacije za zadeve verujočih.